# Hauteville-la-Guichard
Pour les articles homonymes, voir Hauteville.
Hauteville-la-Guichard est une commune française, située dans le département de la Manche en région Normandie, peuplée de 452 habitants.

## Géographie
La commune de Hauteville-la-Guichard, se trouve dans le département de la Manche.
Depuis une cession de terrain en 1825 à la commune de Montcuit, la superficie de Hauteville-la-Guichard est réduite à 1 198 hectares 37 ares 8 centiares[réf. non conforme].
Le territoire regroupe de nombreux hameaux : le Mont, le Château, la Maison Blanche, la Mottinière, la Marière, l'Hôtel-ès-Bruns, les Roches-Breton, l'Hôtel-au-Noir, la Rivière, l'Hôtel-Rauline, la Formière, la Vallée, le Bel, la Cardonnière, la Jaminière, le Bouillon, la Maillardère.
| Feugères           | Marigny-Le-Lozon (comm. dél. de Lozon) | Marigny-Le-Lozon (comm. dél. de Lozon)   |
| Montcuit           | Hauteville-la-Guichard                 | Marigny-Le-Lozon (comm. dél. de Marigny) |
| Montcuit, Le Lorey | Le Lorey                               | Le Lorey                                 |

### Hydrographie
La commune est située dans le bassin Seine-Normandie. Elle est drainée par le Lozon, la Venloue, le Cavron, un bras du Lozon, le bras la Veloue, le cours d'eau 01 de Gouey, le cours d'eau 03 de la commune de Hauteville la Guichard, le cours d'eau 06 de la commune de Hauteville la Guichard, le fossé 01 de la commune de Hauteville la Guichard et le fossé 02 de la commune de Hauteville la Guichard,,.
Le Lozon, d'une longueur de 25 km, prend sa source dans la commune de Cametours et se jette dans la Taute en limite de Marchésieux et de Tribehou, après avoir traversé dix communes. 
La Venloue, d'une longueur de 15 km, prend sa source dans la commune de Camprond et se jette dans le Lozon en limite de Marchésieux et de Remilly Les Marais, après avoir traversé huit communes. 

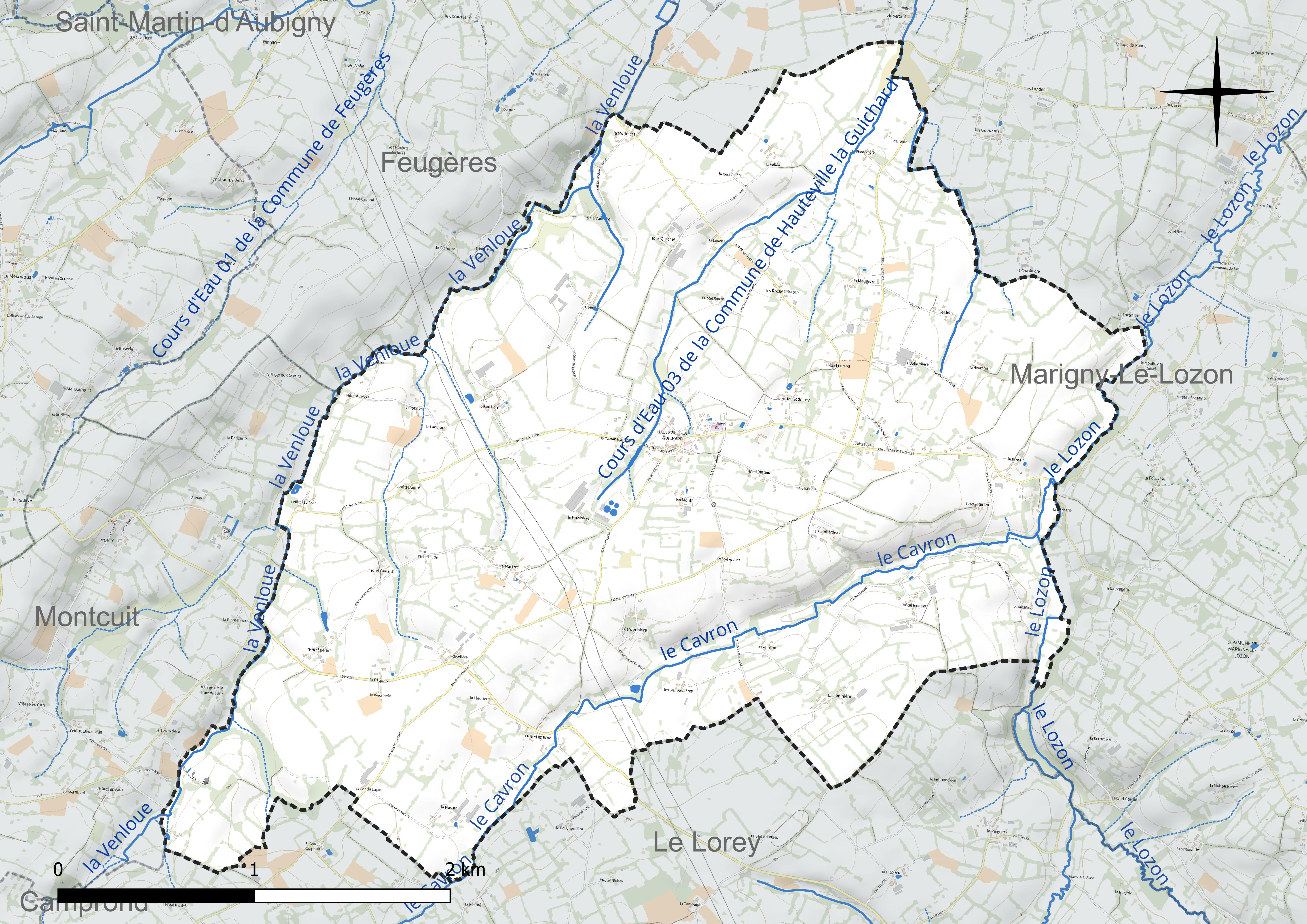
Réseau hydrographique de Hauteville-la-Guichard.

### Climat
Pour des articles plus généraux, voir Climat de la Normandie et Climat de la Manche.
En 2010, le climat de la commune est de type climat océanique franc, selon une étude du CNRS s'appuyant sur une série de données couvrant la période 1971-2000. En 2020, Météo-France publie une typologie des climats de la France métropolitaine dans laquelle la commune est exposée à un climat océanique et est dans la région climatique  Normandie (Cotentin, Orne), caractérisée par une pluviométrie relativement élevée (850 mm/a) et un été frais (15,5 °C) et venté. Parallèlement le GIEC normand, un groupe régional d’experts sur le climat, différencie quant à lui, dans une étude de 2020, trois grands types de climats pour la région Normandie, nuancés à une échelle plus fine par les facteurs géographiques locaux. La commune est, selon ce zonage, exposée à un « climat maritime », correspondant au Cotentin et à l'ouest du département de la Manche, frais, humide et pluvieux, où les contrastes pluviométrique et thermique sont parfois très prononcés en quelques kilomètres quand le relief est marqué.
Pour la période 1971-2000, la température annuelle moyenne est de 11 °C, avec une amplitude thermique annuelle de 11,4 °C. Le cumul annuel moyen de précipitations est de 973 mm, avec 14,2 jours de précipitations en janvier et 8,1 jours en juillet. Pour la période 1991-2020, la température moyenne annuelle observée sur la station météorologique la plus proche, située sur la commune de Cerisy-la-Salle à 11 km à vol d'oiseau, est de 11,5 °C et le cumul annuel moyen de précipitations est de 1 112,5 mm,. Pour l'avenir, les paramètres climatiques de la commune estimés pour 2050 selon différents scénarios d’émission de gaz à effet de serre sont consultables sur un site dédié publié par Météo-France en novembre 2022.

## Urbanisme

### Typologie
Au 1er janvier 2024, Hauteville-la-Guichard est catégorisée commune rurale à habitat très dispersé, selon la nouvelle grille communale de densité à sept niveaux définie par l'Insee en 2022.
Elle est située hors unité urbaine. Par ailleurs la commune fait partie de l'aire d'attraction de Saint-Lô, dont elle est une commune de la couronne,. Cette aire, qui regroupe 63 communes, est catégorisée dans les aires de 50 000 à moins de 200 000 habitants,.

### Occupation des sols
L'occupation des sols de la commune, telle qu'elle ressort de la base de données européenne d’occupation biophysique des sols Corine Land Cover (CLC), est marquée par l'importance des territoires agricoles (100 % en 2018), une proportion identique à celle de 1990 (100 %).
La répartition détaillée en 2018 est la suivante : prairies (72,7 %), terres arables (16,7 %), zones agricoles hétérogènes (10,6 %).
L'évolution de l’occupation des sols de la commune et de ses infrastructures peut être observée sur les différentes représentations cartographiques du territoire : la carte de Cassini (XVIIIe siècle), la carte d'état-major (1820-1866) et les cartes ou photos aériennes de l'IGN pour la période actuelle (1950 à aujourd'hui).

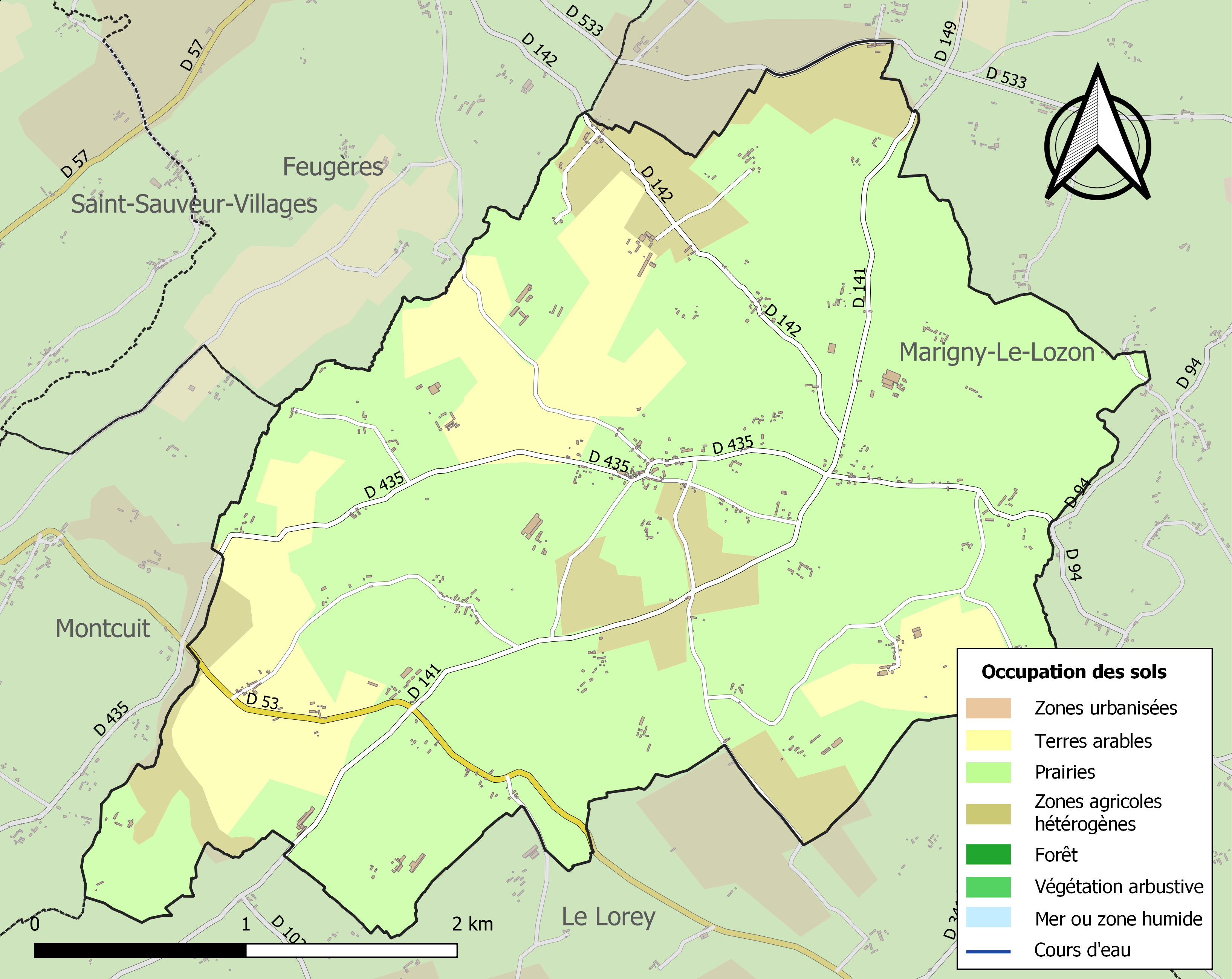
Carte des infrastructures et de l'occupation des sols de la commune en 2018 (CLC).

## Toponymie
Le nom de la localité est attesté sous les formes latinisées [Guillelmus de] Altavilla fin XIe siècle, Altavilla vers 1210, Altavilla la Guischart en 1236 puis romanes Auteville la Guichart vers 1280, Autheville la Guischart en 1416, Haulteville-la-Guichard en 1700, Hautteville-la-Guychard en 1787, Hauteville-le-Guichard en 1789, Haulteville-la-Guischard en 1793 et Hautteville-la-Guichard.
Il s'agit d'une formation toponymique médiévale en -ville au sens ancien de « domaine rural », voire « village ». Le premier élément Haute- représente, d'après les formes anciennes, l'adjectif d'ancien français au féminin alte, halte « haute », d'où le sens global de « domaine rural en hauteur, village en hauteur ». Cela correspond à la réalité du terrain. En effet, si l’on se place à certains endroits de la commune, sur le Mont, par exemple, la vue embrasse une étendue considérable. En 1939, on pouvait ainsi y apercevoir treize clochers des environs.
Le déterminant complémentaire la-Guichard n'apparaît que vers le XIIIe siècle selon les formes anciennes disponibles et se rapporterait à Robert « Guiscard », l'un des enfants de Tancrède, qui naquit au lieu-dit la Cave en 1015. Il est en effet, traditionnel de considérer Hauteville-la-Guichard comme le lieu d'origine de Robert Guiscard.
Cependant, il n'existe pas de preuves décisives car il y avait trois paroisses du nom de Hauteville dans le Cotentin, c'est-à-dire dans le diocèse de Coutances. En outre, selon le pouillé de 1280, le déterminant la-Guichard se rapporte plutôt à un certain Guichard de Montfort, alors patron de la paroisse ou à un prédécesseur homonyme. Peut-être s'agit-il d'une famille d'origine bretonne (Montfort-sur-Meu, Ille-et-Vilaine, chef-lieu de canton), mais implantée dans la région (seigneurs du petit fief de Montfort à Heugueville-sur-Sienne dont le toponyme sera transplanté à Remilly-sur-Lozon par les Le Marquetel). On notera cependant que plusieurs autres personnages du Cotentin ont porté le surnom de Guischart (cart. Mbg, f° 149 ; cart. Hambye, f° 106), sans qu'on puisse déterminer s'il s'agit de parents dudit Robert Guiscard, mais aucun d'eux n'est localisé à Hauteville-la-Guichard. Enfin, Guichard (anciennement Guischart) et non pas Guiscard (il s'agit d'un [ʃ] ch et non pas [k]), est un ancien nom de baptême d'origine germanique fréquent comme nom de famille (l'évêque Gohard de Nantes mort en 1224 est aussi nommé Guischart), alors que guiscard est un surnom dérivé en -ard de l'ancien français signifiant « ruse », d'où le sens de « roublard ».
En 1933, le conseil municipal de la commune demanda que la forme Guiscard soit substituée à celle actuelle de Guichard ce qui aurait donné Hautteville-la-Guiscard, sous-entendu : la patrie de Guiscard. Le Conseil d'État répondit que ce changement de nom n'était pas une nécessité et la commune s'inclina devant cette décision, sans comprendre qu'un sentiment de reconnaissance envers les fondateurs illustres de la commune doive céder à la raison administrative. Ce qui a posteriori, est justifié par l'histoire car Guichard n'a pas de rapport avec Guiscard, ni étymologiquement, ni historiquement (cf. ci-dessus).
Le gentilé est Hautevillais.
Beaucoup de hameaux portent le nom d'hôtel, « hôtel d'hôte », « habitation d'un hôte » ; au Moyen Âge, on désignait par « hôte » un paysan libre cultivant un tènement pour lequel il devait des rentes et des corvées : Hôtel-au-Noir, Hôtel-Godefroy, Hôtel-Caillard, Hôtel-André, Hôtel-ès-Bruns (en langue normande, « ès » signifie « aux »), Hôtel-Benoist, Hôtel-Batteur, Hôtel-Vincent, Hôtel-Dudouyt, Hôtel-Eude, anciennement Hôtel-Duquesnay, Hôtel-Cardonnel, l'Hôtel Durand, l'Hôtel Luce, l'Hôtel Girard, l'Hôtel Rauline, l'Hôtel André, l'Hôtel au Roux, l'Hôtel Girard, l'Hôtel Archer, l'Hôtel Quesnel, etc.
D'autres ont pris le suffixe -ière « lieu de, habitation de » : la Mottinière (de Mottin), la Formière, la Jaminière, les Guilberdières, la Cardonnière, la Hectière, la Verdurerie, la Pâquerie, l'Oiselière, Village de la Homérilière, la Marière, la Fauvisière, la Landrurie, Gouey, la Maillardière, la Louerie, la Dessoulière, la Vimondière, la Maugerie, le Bel, la Baffardière, la Heuzerie, D'autres ont pris le nom de la topographie ou du sol : le Mont, la Vallée, les Roches Breton, la Rivière, la Masure, la Lande Lapin, Château Vanloue, Moulin de Pipey, la Croûte, la Fosse, la Pannerie, le Bouillon, les Mesnils, la Bûcherie.

## Histoire

### Moyen Âge
Selon la légende Hauteville aurait été fondée par un Viking norvégien du nom de Hialtt qui s'installa en ce lieu au Xe siècle, ayant reçu des terres au partage de la Normandie effectué par Rollon, et lui donna le nom de *Hialttvilla (forme non attestée, d'ailleurs Albert Dauzat revient sur cette explication en ne citant que la forme Altavilla dans son ouvrage sur les noms de lieux). Il existe bien un Héauville (Heltvilla vers 1081) dans la Manche, dont le premier élément pourrait s'expliquer par l'anthroponyme anglo-scandinave Helte, qui est précisément la variante du nom de personne norrois Hjalti / Hialti. Par ailleurs, il est attesté comme prénom sous la forme latinisée Helti (génitif de Heltus) au XIIe siècle dans le cartulaire de Saint-Lô (elemosina Helti de Melpha). Non loin de Héauville se trouvent deux autres Hauteville (à Surtainville 15 km et à Tollevast 20 km) qui, à tout prendre, constitueraient de meilleurs candidats que Hauteville-la-Guichard.
Au XIe siècle, Hauteville dépend de la seigneurie de Marigny démembrée de la baronnie de Say en Quettreville.
Dans la première moitié du XIIe siècle, la paroisse relevait de l'honneur du Hommet.
En mars 1431, Jean Bareton, écuyer, devenu seigneur de Hauteville-la-Guichard, rendit aveu au seigneur baron de Marigny, pour son fief de Hauteville, qui comprenait le patronage de l'église, un parc enclos de murs et de fossés, un manoir avec colombier, étang, pêcherie, etc.. 
En 1461, Jean de Montauban, baron de Marigny, achète le fief principal (fief, terre et seigneurie de Hauteville-la-Guichard), que Guyon d'Espinay, seigneur du Bois-du-Lys, lui avait vendus pour 1 800 écus d'or, et les réunis à sa baronnie de Marigny.

### Temps modernes
Des écrits attestent que la famille de Rohan (en 1498, 1518 et 1538) est en possession de la baronnie.
En juin 1575, Charles II de Rohan, duc de Montbazon, comte de Montauban, prince de Guémené, échange cette terre et seigneurie contre celle de Rochefort, appartenant à Henri de Silly, chevalier, comte de La Roche-Guyon, avant de la racheter en 1582.
Au XVIIe siècle, suivant les règles en vigueur (il fallait posséder trois baronnies et trois châtellenies), la baronnie de Marigny devient un marquisat, Alexandre de Rohan en devient le premier marquis.
En 1609, un procès-verbal de la sergenterie de la Halle au Gascoing, indique que Hauteville-la-Guichard est divisée en cinq fiefs :
- la grande seigneurie, appartenant au marquis de Marigny ;
- Vanloue, possédée par les héritiers de François de Glatigny puis, en 1706, par Jean Lejolly de Villiers, écuyer du Bouillon ;
- Louvel, appartenant au marquis de Dampierre, seigneur du Lorey à Cambernon ;
- Bellouze, appartenant au sieur du Lorey ;
- le Chastel, appartenant au sieur de Bellouze, relevant de la seigneurie de Marigny.

Dans le cours du XVIIe siècle on compte à Hauteville trois fiefs nobles :
- le fief de Hauteville possession de Charles II de Rohan. Il se trouvait dans la famille de Rohan à la suite du mariage de Louis Ier de Rohan avait épousé Marie de Montauban, fille et unique héritière de Jean, sire de Montauban, décédé au mois de mai 1466, seigneur de Marigny, Remilly, Landal et Crépon, conseiller et chambellan du roi, maréchal de Bretagne, bailli de Cotentin, grand maître des eaux et forêts, et amiral de France[37] ;
- le fief Louvel possession du marquis de Dampierre, seigneur du Lorey[39] ;
- le fief Vanlous possession de François Le Jolly, sieur de Villiers et de Vanlous, capitaine de dragons. Il était possédé, en 1645, par Arthur de Clamorgan, écuyer, sieur de Carmesnil en Besneville, conseiller du roi, lieutenant général civil et criminel au bailliage de Saint-Sauveur-Lendelin. Il parait que primitivement ce fief avait appartenu à la famille du Bouillon ; car, on trouve que Julien du Bouillon, seigneur de Gouey, du Bouillon et de Vanlous, et Melchior Bellin, écuyer, seigneur de la Rivière, de la paroisse de Hauteville-la-Guichard, sergenterie de Gascoing, prouvèrent, le premier que Jean du Bouillon, son bisaïeul, seigneur de Gouey et de Vanlous, et procureur du roi au bailliage de Cotentin, avait été anobli au mois de janvier 1584 ; et l'autre que la noblesse de sa famille remontait à 1610. La famille du Bouillon portait : d'argent à trois aigles de sable[39].

Le 20 septembre 1766, le descendant de la famille de Rohan, Jules Hercule Meriadec de Rohan, vend le marquisat de Marigny à Marnière de Guer. Le seigneur de Marigny possédait dans la paroisse de Hauteville une futaie de 80 arpents, en partie close de murs, et un château que M. de Guer, devenu marquis de Marigny et seigneur de Hauteville-la-Guichard, remplaça par une belle habitation moderne. Le successeur de ce dernier, son neveu Hyacinthe Julien Anne de Marnière, marquis de Guer, en fut le dernier possesseur jusqu'à la Révolution française, époque où il fut vendu puis détruit avant d'avoir été terminé.

### Révolution française et Empire
Les biens des émigrés (nobles ayant fui la France) furent confisqués et vendus aux enchères, ainsi qu’une partie du mobilier de l’église, les cloches ayant été envoyées à la fonte pour en faire des canons. Après la Révolution, on trouve l’organisation territoriale que nous connaissons aujourd'hui.

### Époque contemporaine
L'affaire criminelle Hamelin se déroule à Hauteville-la-Guichard et fut jugée par la cour d'assises de la Manche à Coutances, le 22 septembre 1920.

## Politique et administration
| Période                              | Période                              | Identité                                 | Étiquette | Qualité              |
| ------------------------------------ | ------------------------------------ | ---------------------------------------- | --------- | -------------------- |
| 1789                                 | 27 germinal an II (16 avril 1794)    | Gilles Nicolas Bucaille, sieur du Mesnil |           | Syndic de la commune |
| 27 germinal an II (16 avril 1794)    | 12 prairial an VI (31 mai 1798)      | Nicolas Jouan                            |           |                      |
| 12 prairial an VI (31 mai 1798)      | 28 messidor an XII (17 juillet 1804) | Jean Godefroy                            |           |                      |
| 28 messidor an XII (17 juillet 1804) | 7 thermidor an XII (26 juillet 1804) | René Vivier                              |           |                      |
| 14 pluviôse an XII (4 février 1804)  | 26 prairial an XIII (15 juin 1805)   | Nicolas Jouan                            |           |                      |
| 7 brumaire an XIII (29 octobre 1804) | 8 décembre 1815                      | Pierre Nicolas Duchemin                  |           |                      |
| 9 novembre 1833                      | 11 mars 1870                         | Victor Lecardonnel                       |           |                      |
| 11 novembre 1870                     | 3 septembre 1881                     | Pierre Rihouey                           |           |                      |
| novembre 1881                        | 23 janvier 1893                      | Jean-Louis Lerouxel                      |           |                      |
| mai 1893                             | mai 1912                             | Aimable Gardye                           |           |                      |
| mai 1912                             | mai 1935                             | Émile Duval                              |           |                      |
| mai 1935                             | mai 1954                             | Pierre Remilly                           |           |                      |
| mai 1954                             | mars 1959                            | Pierre Remilly (fils du précédent)       |           |                      |
| mars 1959                            | mars 1983                            | Édouard Yon                              |           |                      |
| mars 1983                            | juin 1995                            | Yves Motus                               |           |                      |
| mars 2001                            | mars 2014                            | François Eude                            | SE        |                      |
| mars 2014                            | janvier 2025                         | Guy Fossard                              | SE        | Comptable            |
| fevrier 2025                         | En cours                             | Jean-Louis Lesaulnier                    | SE        |                      |

Le conseil municipal est composé de onze membres dont le maire et trois adjoints.

## Équipements et services publics

### Enseignement
L'école est intégrée au regroupement pédagogique intercommunal (trois sites) avec les communes voisines du Lorey et de Camprond.

## Population et société

### Démographie
L'évolution du nombre d'habitants est connue à travers les recensements de la population effectués dans la commune depuis 1793. Pour les communes de moins de 10 000 habitants, une enquête de recensement portant sur toute la population est réalisée tous les cinq ans, les populations de référence des années intermédiaires étant quant à elles estimées par interpolation ou extrapolation. Pour la commune, le premier recensement exhaustif entrant dans le cadre du nouveau dispositif a été réalisé en 2007.
En 2022, la commune comptait 452 habitants, en évolution de −3,62 % par rapport à 2016 (Manche : −0,31 %, France hors Mayotte : +2,11 %).
Hauteville-la-Guichard a compté jusqu'à 1 603 habitants en 1800.
| 1793  | 1800  | 1806  | 1821  | 1831  | 1836  | 1841  | 1846  | 1851  |
| ----- | ----- | ----- | ----- | ----- | ----- | ----- | ----- | ----- |
| 1 325 | 1 603 | 1 475 | 1 360 | 1 303 | 1 382 | 1 391 | 1 356 | 1 302 |

| 1856  | 1861  | 1866  | 1872  | 1876  | 1881  | 1886 | 1891 | 1896 |
| ----- | ----- | ----- | ----- | ----- | ----- | ---- | ---- | ---- |
| 1 211 | 1 191 | 1 126 | 1 072 | 1 050 | 1 028 | 988  | 977  | 864  |

| 1901 | 1906 | 1911 | 1921 | 1926 | 1931 | 1936 | 1946 | 1954 |
| ---- | ---- | ---- | ---- | ---- | ---- | ---- | ---- | ---- |
| 881  | 839  | 786  | 643  | 671  | 653  | 588  | 587  | 593  |

| 1962 | 1968 | 1975 | 1982 | 1990 | 1999 | 2006 | 2007 | 2012 |
| ---- | ---- | ---- | ---- | ---- | ---- | ---- | ---- | ---- |
| 529  | 463  | 374  | 374  | 358  | 372  | 425  | 432  | 453  |

| 2017 | 2022 | - | - | - | - | - | - | - |
| ---- | ---- | - | - | - | - | - | - | - |
| 469  | 452  | - | - | - | - | - | - | - |

### Sports et loisirs
- L'entente Le Lorey-Hauteville-Feugères fait évoluer deux équipes de football en divisions de district[52].
- Centre équestre.

## Économie
Hauteville est une commune rurale. Elle abrite une quinzaine de fermes en production laitière, viande de porc, viande de poulet, viande de bœuf, culture de blé et de maïs. On y trouve une épicerie-bar-tabac, un salon de coiffure, un garage en VL, PL et machines agricoles. Quelques artisans : plombier, maçon, électricien, paysagiste, photographe (aérien).

## Culture locale et patrimoine

### Lieux et monuments
- Église Notre-Dame-de-l'Assomption des XIIIe, XIVe – XXe siècles, avec sa tour couverte d'un toit en bâtière, gargouilles et épis de faîtage. Fondée au XIe siècle puis remaniée de nombreuses fois, elle abrite un autel de la Vierge et son retable du XIXe, une verrière et Chemin de croix commémoratif du XXe, les statues de sainte Barbe du XVIe, saint Célerin du XVIIIe et saint Sébastien du XVIIe.

On voyait, avant la Révolution de 1789, sur un des murs de l'église, près d'une fenêtre, l'écusson des Rohan-Guémené, marquis de Marigny, et seigneurs de Hauteville.
- Communs et fondations du château d'Hauteville du XVIIIe siècle. Il était avant la Révolution la possession du marquis de Guer[53].
- Ferme-manoir du Bouillon des XVIe – XVIIe siècles. Sur le domaine du Bouillon, il existait autrefois un château composé d'un corps principal et de deux pavillons, entouré d'eau et précédé d'un pont-levis entre deux tourelles. En 1560, il était la possession de Jean du Bouillon qui le transmit à son fils, Julien du Bouillon[54].
- Ferme de la Rivière du XVIIe siècle et pigeonnier, avec salle voûtée et fontaine souterraine.
- Ferme de la Maillardière des XVIe – XVIIe siècles.
- Manoir de l'Hôtel au Noir du XVIIe siècle.
- Pigeonnier du Martel au Bourg.
- Musée Tancrède de Hauteville, dans l'ancien presbytère du XIXe siècle, et son jardin médiéval, qui narre l'histoire des Hauteville. Il abrite notamment une statue en marbre blanc de Robert Guiscard (1934) par Maxime Real del Sarte.
- Moulin à eau restauré.

### Personnalités liées à la commune
- Maison de Hauteville : Tancrède de Hauteville et ses fils Serlon de Hauteville, Guillaume Bras-de-Fer, Drogon de Hauteville, Onfroi de Hauteville, Godefroi de Hauteville, Robert Guiscard, Mauger de Hauteville, Guillaume de Hauteville et Roger de Hauteville, seigneurs normands du XIe siècle à l'origine du royaume de Sicile.
- Jean Héroard (Hauteville-la-Guichard 1551 - 1628), médecin et anatomiste, de Charles IX, Henri III, nommé par Henri IV, médecin du dauphin, futur Louis XIII.